# 島村軍次
島村 軍次（しまむら ぐんじ、1895年（明治28年）4月6日 - 1986年（昭和61年）8月30日）は、大正から昭和期の公吏、農業指導者、政治家。参議院議員（2期）。

## 経歴
岡山県上道郡宇野村（現岡山市中区東川原）で、中農・島村伊代吉の長男として生まれる。1913年（大正2年）岡山県農学校（現岡山県立高松農業高等学校）を卒業した。
1913年、都窪郡農会技手となる。以後、岡山県属技手、同農務課首席属、久米郡長、岡山県地方課長、同土木課長、同経済課長、同更生課長、同会計課長、同庶務課長などを経て、1941年（昭和16年）鳥取県経済部長に就任。1942年（昭和17年）に退官した。1943年（昭和18年）岡山県農業会副会長に就任した。
1947年（昭和22年）4月の第1回参議院議員通常選挙で岡山県地方区から無所属で出馬して当選し。1953年（昭和28年）4月の第3回通常選挙でも再選され、緑風会に所属して参議院議員に連続2期在任した。この間、第3次吉田内閣・農林政務次官などを務めた。その後、1959年（昭和34年）6月の第5回通常選挙に立候補したが落選し政界から引退した。
この間、東京都食糧営団理事、岡山県指導農業協同組合連合会長、全国指導農業協同組合連合会長、岡山県経済農業協同組合連合会長、同煙草耕作組合連合会長、同農業協同組合中央会長などを務めた。
1985年（昭和60年）春の叙勲で勲二等瑞宝章受章（勲五等からの昇叙）。
1986年（昭和61年）8月30日死去、91歳。死没日をもって従五位から従四位に叙される。